# Мишен-Крик (тауншип, Миннесота)
Мишен-Крик (англ. Mission Creek) — тауншип в округе Пайн, Миннесота, США. На 2000 год его население составило 590 человек.

## География
По данным Бюро переписи населения США площадь тауншипа составляет 82,3 км², из которых 82,0 км² занимает суша, а 0,3 км² — вода (0,35 %).

## Демография
По данным переписи населения 2000 года здесь находились 590 человек, 216 домохозяйств и 166 семей.  Плотность населения —  7,2 чел./км².  На территории тауншипа расположена 241 постройка со средней плотностью 2,9 построек на один квадратный километр. Расовый состав населения: 97,12 % белых, 0,17 % афроамериканцев, 0,17 % коренных американцев и 2,54 % приходится на две или более других рас. Испанцы или латиноамериканцы любой расы составляли 1,02 % от популяции тауншипа.
Из 216 домохозяйств в 35,2 % воспитывались дети до 18 лет, в 63,9 % проживали супружеские пары, в 9,7 % проживали незамужние женщины и в 23,1 % домохозяйств проживали несемейные люди. 16,7 % домохозяйств состояли из одного человека, при том 6,9 % из — одиноких пожилых людей старше 65 лет. Средний размер домохозяйства — 2,73, а семьи — 3,07 человека.
29,3 % населения — младше 18 лет, 9,0 % — в возрасте от 18 до 24 лет, 27,8 % — от 25 до 44, 22,5 % — от 45 до 64, и 11,4 % — старше 65 лет. Средний возраст — 36 лет. На каждые 100 женщин приходилось 98,7 мужчин.  На каждые 100 женщин старше 18 приходилось 104,4 мужчин.
Средний годовой доход домохозяйства составлял 38 194 доллара, а средний годовой доход семьи —  45 500 долларов. Средний доход мужчин —  30 781  доллар, в то время как у женщин — 23 182. Доход на душу населения составил 16 448 долларов. За чертой бедности находились 6,3 % семей и 10,6 % всего населения тауншипа, из которых 16,8 % младше 18 и 12,2 % старше 65 лет.